# Edo

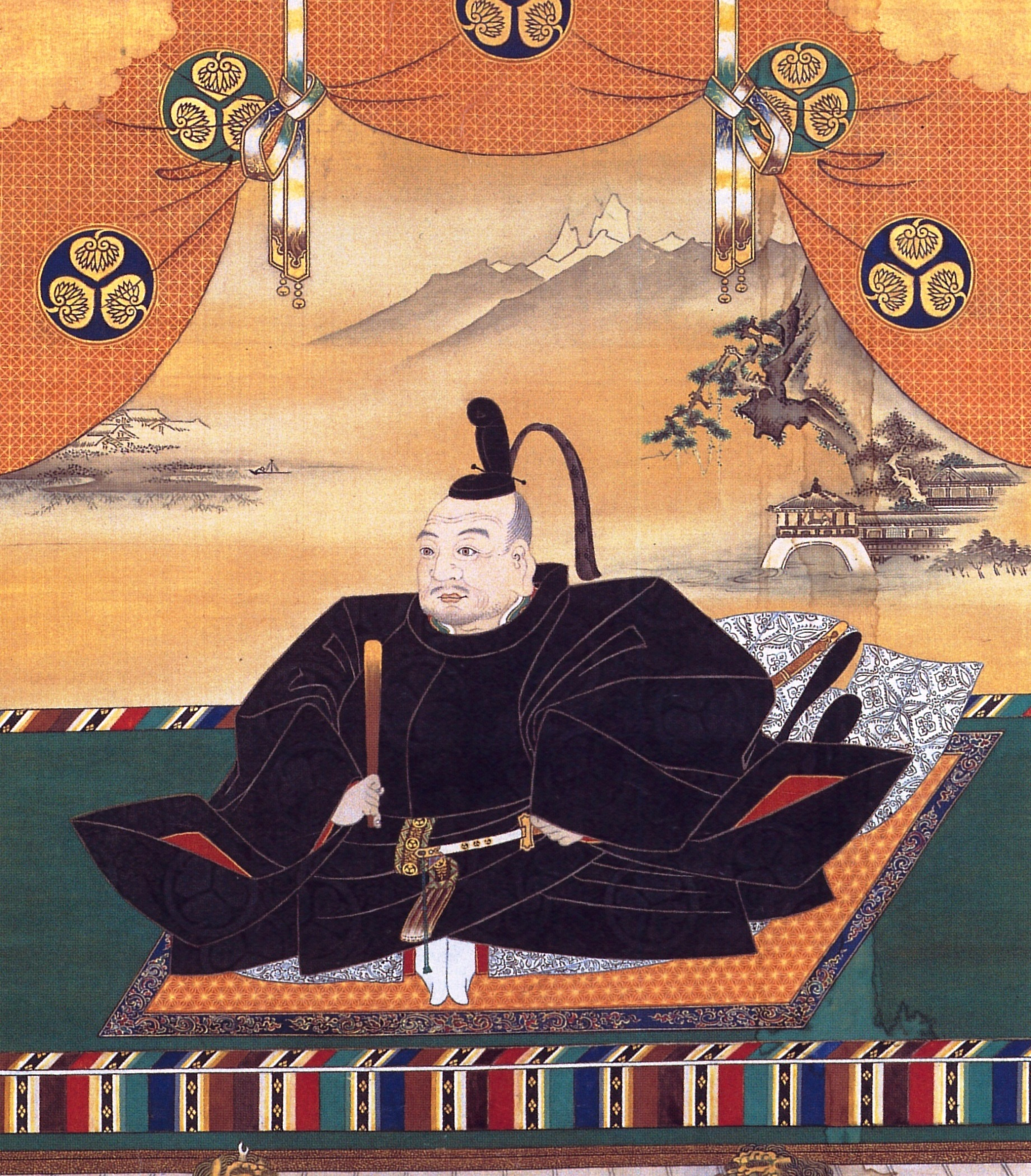
Der Shogun Tokugawa Ieyasu erhob Edo zu seiner Residenzstadt

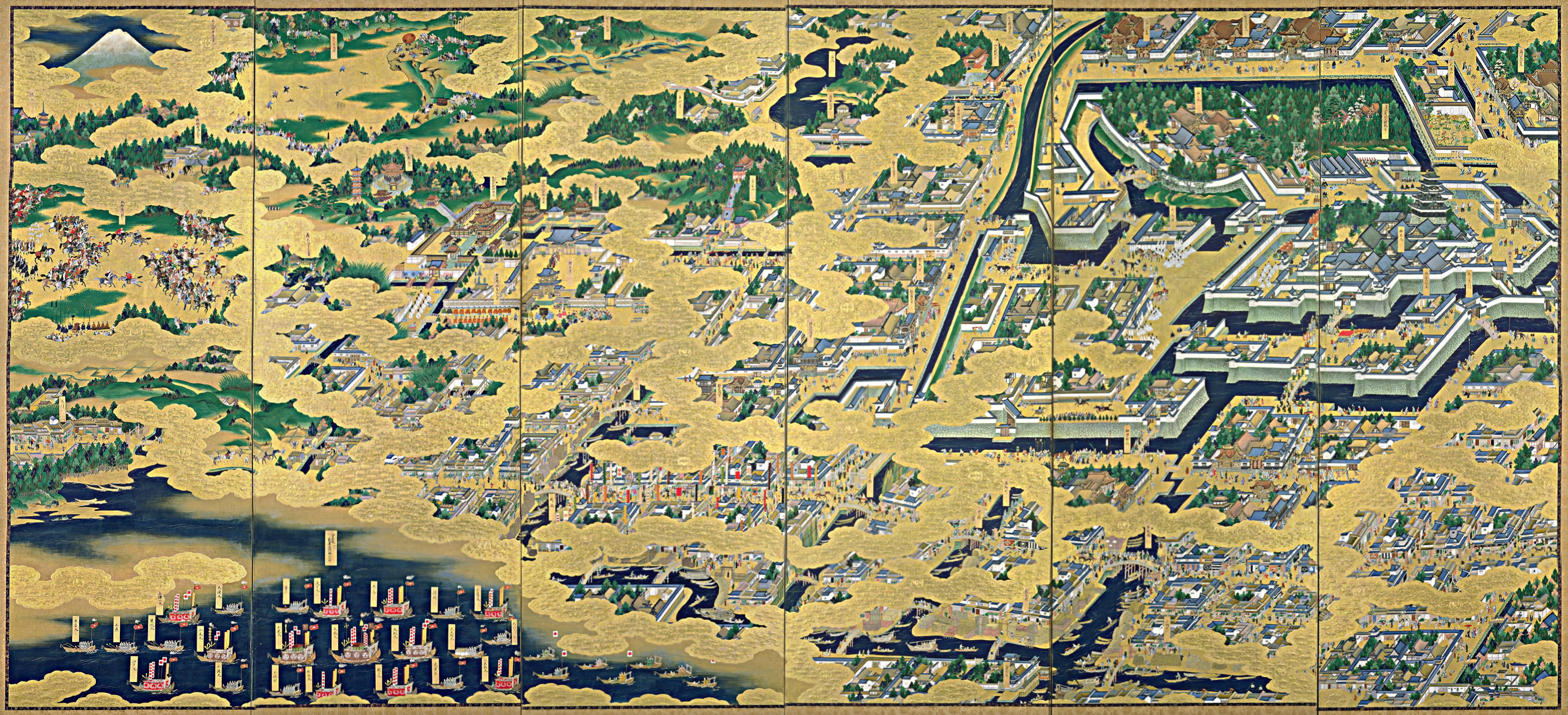
Ansicht der westlichen Hälfte Edos, mit der Burg ganz rechts, dem Sumida-Fluss unten, dem Hafen unten links und dem Fujisan ganz oben links

Edo (jap. 江戸), wörtlich: „Flusstor, -mündung“, in älteren westlichen Texten auch Jedo, Yedo oder Yeddo geschrieben, ist der frühere Name der japanischen Hauptstadt Tokio. Es war der Sitz des Tokugawa-Shōgunats, das Japan von 1603 bis 1868 beherrschte, und gab dieser Periode der japanischen Geschichte den Namen Edo-Zeit. Während dieser Zeit wuchs Edo zu einer der größten Städte der Welt.

## Die Stadt

### Der Beginn
Die erste Erwähnung Edos als Flurname ist für das Jahr 1261 belegt. 1456 errichtet Ōta Dōkan, ein vielseitig begabter Feldherr, dort auf einer Anhöhe die Burg Edo und machte den Ort zum Zentrum seiner Aktivitäten. Nach seinem gewaltsamen Tod 1486 verfiel die Burg.

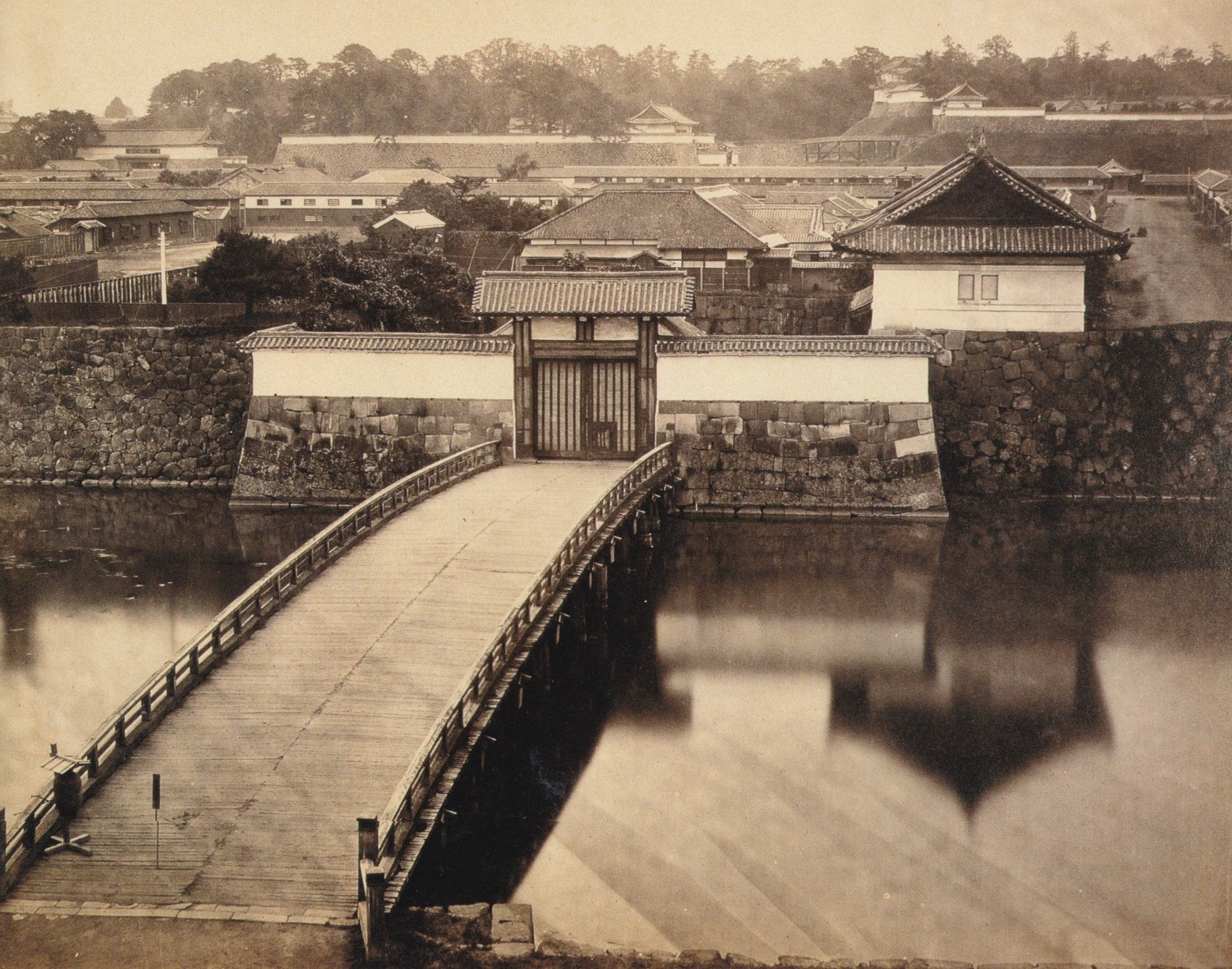
Babasaki-Tor, ein Tor zur Edo-Burg. 1904 niedergelegt.

### Edo als Burgstadt
Als Tokugawa Ieyasu 1590 im Rahmen eines Gebietstausches die Herrschaft über die Provinzen um die Tokio-Bucht übernahm, entschied er sich, das unbedeutende Edo zu seinem Hauptsitz zu machen. Er stellte die gut gelegene Burg wieder her und begann sie groß auszubauen. Wichtig war es in diesen unruhigen Zeiten, erst einmal sich und seine Familie zu sichern. Für die Anlage einer großen Stadt war die hügelige Gegend dagegen nicht sonderlich geeignet. Aber wie bei den Burgstädten der Zeit üblich, siedelte er an der Burg seine Gefolgsleute an, davor die Handwerker und Händler.
Nachdem Ieyasu 1600 in der Schlacht von Sekigahara die Konkurrenten um die Herrschaft über Japan besiegt hatte, wurde er 1603 vom Tennō zum Shōgun ernannt. Edo wurde nun politisches Zentrum Japans, Kyōto blieb als Residenzstadt des Tennō formelle Hauptstadt des Landes. Die großangelegte Burg, umgeben von dem "Inneren Graben" (Uchibori) mit seinen Zweiggräben und mehr als 20 Toren wurde durch den "Äußeren Graben" (Sotobori) mit 10 Toren ergänzt. Die Toranlagen hatten Kastenform (s. Abb. Babasakimon): man betrat zunächst durch ein kleines Tor einen Innenhof, der verschlossen werden konnte, bevor das – meist im rechten Winkel dazu gebaute – mächtige Haupttor geöffnet wurde.
Die Stadt dehnte sich mit der Zeit vor dem Äußeren Graben noch bedeutend weiter aus und belegte ein Gebiet, das heute von der Yamanote-Linie umschlossen wird, wozu noch die Gebiete jenseits des Sumida kamen. „Yamate / Yama-no-te“ d. h. „Bergseite“ (山手 / 山の手) bezieht sich dabei auf die Anhöhen im Westen und Norden der Stadt. In diesem Bereich wird die Stadtstruktur dadurch bestimmt, dass Straßen entlang der Höhen bzw. entlang der Täler angelegt wurden und dass diese über Hangwege (sakamichi) verbunden waren. Viele sakamichi hatten (Spitz-)Namen, an die heute mit beschrifteten Holzpfeilern erinnert wird.
Die Ebene zum Meer hin (samt den aus dem Meer gewonnenen Gebieten) bildete die „Unterstadt“ (下町, shitamachi). Eine abschließende Stadtmauer gab es – wie bei allen Burgstädten – nicht. Zwei Tore, das „Takanawa Ōkido“ (an der Tōkaidō) und das „Yotsuya Ōkido“ (an der Kōshū Kaidō) markierten den ungefähren Beginn der Stadt, dienten aber nicht Verteidigungszwecken.

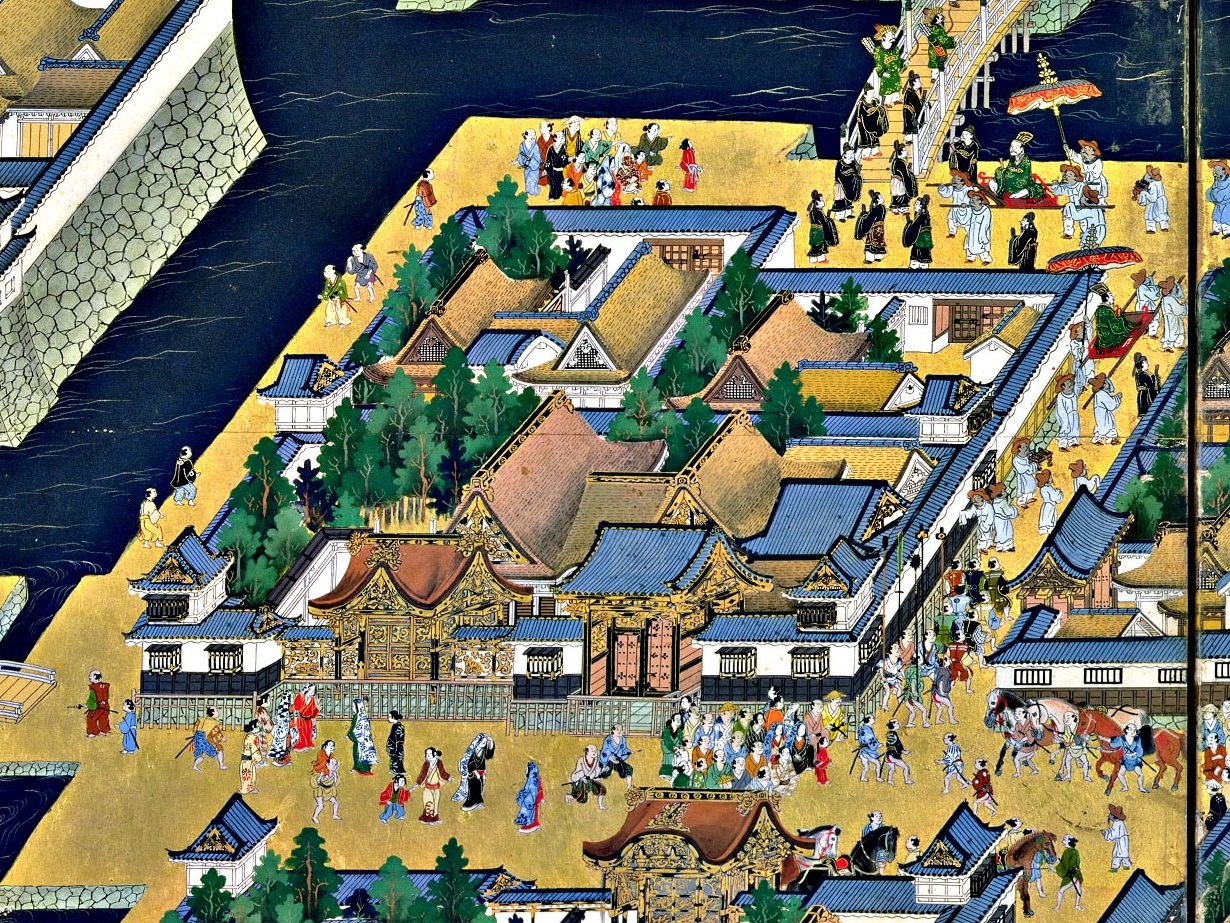
Daimyō-Residenz in Edo

### Die Daimyō und ihre Residenzen
Um die Macht zu festigen, wurde 1635/42 das „sankin kōtai“-Gesetz erlassen. Diese Bestimmung verpflichtete alle Daimyō (Feudalherren), eine ständige Residenz in Edo zu unterhalten und entweder selbst anwesend zu sein, oder Teile ihrer Familie als Geiseln des Shoguns dort zu lassen. Die Residenz war von einer hohen Mauer umgeben, oft kombiniert mit den Behausungen für die einfachen Bediensteten, den nagaya. Dem Eingangstor gegenüber befand sich der Arbeits- und Empfangsbereich des Fürsten (goten, omote), dahinter schloss sich der von der Fürstin geleitete Versorgungsbereich (oku) an. Zur Residenz gehörten noch Gebäude für die nächsten Mitarbeiter, meist ein Garten (von denen sich einige erhalten haben), oft auch eine Nō-Bühne. In Größe und Ausführung spiegelte die das Einkommen des Daimyō wider. Durch den Bau und Betrieb der Residenzen kam viel Kapital in die Stadt und zog Händler und Handwerker an. Edo wuchs daraufhin beständig und aus dem unbekannten Fischerdorf von 1457 wurde 1721 die – mit einer Million Einwohner – größte Stadt der Welt.

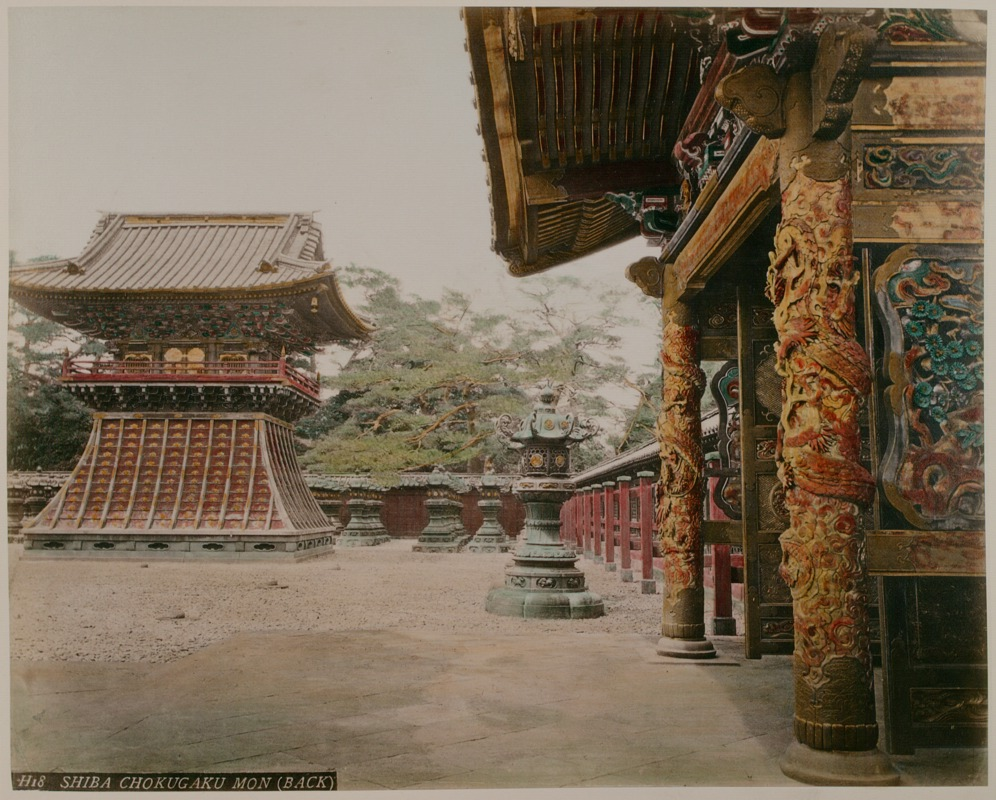
Im Zōjō-ji wurden die Hälfte der Shogune beigesetzt.

### Tempel und Schreine
Der Sensō-ji führt seine Gründung auf das Jahr 628 zurück, als Fischer eine kleine goldene Kannon-Figur in ihrem Netz fanden, und daraufhin 645 – damals weit außerhalb des späteren Edo – der Tempel errichtet wurde. Die Nähe zum Volk hat sich der Sensō-ji bis heute erhalten können. Die meisten Tempel später in Edo waren eher mit dem Schwertadel verbunden. So besuchte Tokugawa Ieyasu bei seinem ersten Eintreffen in Edo 1590 den Zōjō-ji, dessen Mönche ihn so gut aufnahmen, dass er ihn zum Begräbnistempel (bodai-ji) für seine Familie machte. Als Begräbnistempel der Shogune neben dem Zōjō-ji kam dem 1625 errichtete Kan'ei-ji eine besondere Rolle zu. Im Nordosten der Stadt gelegen, der in der traditionellen Onmyōdō (Kosmologie/Geomantie) als gefährliche Richtung galt, schützte der Tempel auch vor bösen Geistern. Mit dem Zuzug der Samurai und der Residenzpflicht der Daimyō wurden viele Tempel in allen Stadtteilen gebaut. Bekannt wurde der 1612 errichtete Sengaku-ji, der 1701/03 zur Begräbnisstätte der 47 Samurai und ihres Herren wurde.
Das Volk, das eher dem Shintō zugeneigt war, besuchte seine Schreine. Sie waren bescheidener als die Tempel angelegt, waren aber berühmt für ihre Umzüge. In der Edo-Zeit war es vor allem das Hie-jinja, Sannō-matsuri genannt, aber auch ein solches Fest noch am Kanda Myōjin. Dem Gelehrten Sugawara Michizane wurden die Schreine Yushima Tenman-gū und der am Ostrand der Stadt liegende Kameido Tenmangū gewidmet. Ieyasu, der im fernen Nikkō begraben ist, wurden zwei kleine Schreine, Tōshōgū, in Edo gewidmet, wobei der auf dem Ueno-Hügel alle Erdbeben, den Boshin-Krieg und den Weltkrieg überstanden hat und zu den ältesten Gebäuden Tokios zählt.

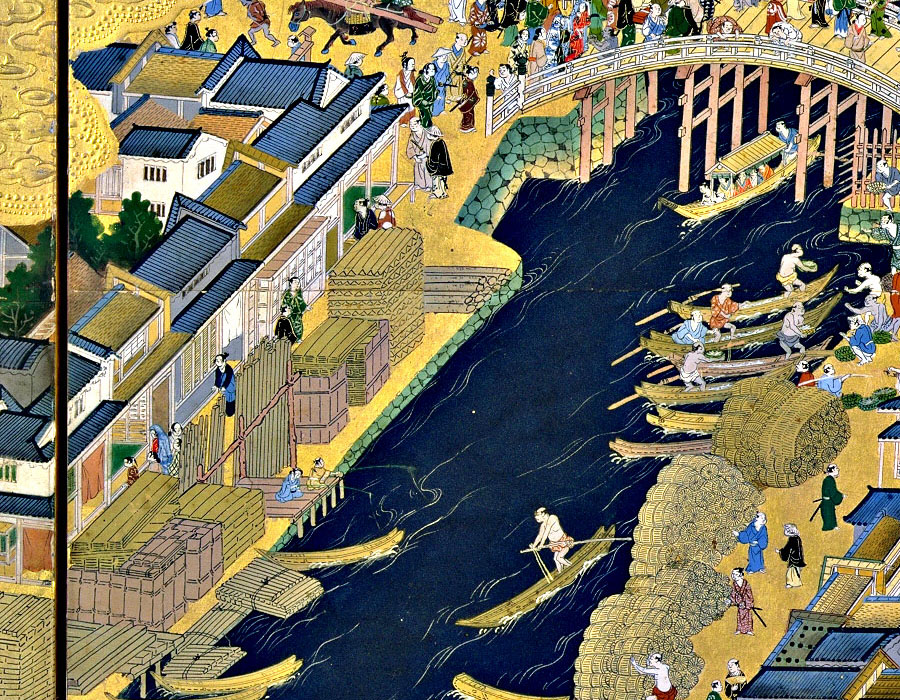
Unterhalb der Nihonbashi

### Die Unterstadt
„Unterstadt“ ist wörtlich zu nehmen: die flachen Gebiete zum Meer hin wurden zwar hauptsächlich von Städtern – chōnin – (町人) bewohnt, aber es gibt dort auch zahlreiche Daimyō-Residenzen. Auf der anderen Seite im Yamanote-Gebiet waren an Straßen und in den engen Tälern Arbeiter und Handwerker angesiedelt, die für Arbeiten in den Residenzen (als sog. "goyō-kiki") zur Verfügung standen. Auch rechts und links der Einfallstraßen lagen Geschäftshäuser der chōnin.
Als Gegenden, die ausschließlich von chōnin bewohnt waren, ist vor allem Kanda zu nennen, dann die Gegend nach Norden bis Asakusa, wo der alte Tempel Sensō-ji das ungefähre Ende der Stadt markierte. Ein weiteres chōnin-Gebiet war die ehemalige Landzunge vor der ehemaligen Hibiya-Bucht: Ginza und Nihonbashi. Auch das Gebiet jenseits des Sumida-Flusses wurde mit Kanälen durchzogen und von chōnin besiedelt, ist aber durchaus von Nebenresidenzen der Daimyō durchsetzt.
Feudalismus zeigte sich in der Verteilung der Wohnfläche: laut einer Untersuchung aus dem Jahre 1869 sah sie wie folgt aus: der Schwertadel besaß 69 %, die Tempel und Schreine besaßen 15 %, die chōnin die restlichen 16 % der Fläche, auf der sich 500.000 Menschen zusammendrängten. Die Ärmsten hatten in den einfachen „nagaya“ als Familie nur eine Schlafstelle von 4½ Tatami zur Verfügung.

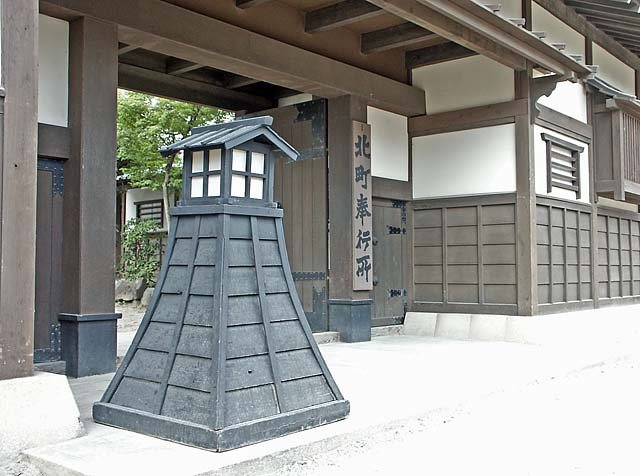
Sitz des „Nord-Kommissars“,
rekonstruierter Eingang

### Stadtverwaltung
Die chōnin wurden von zwei Stadtkommissaren (町奉行 machi-bugyō) regiert, die direkt dem Kanzler (老中 rōjū) des Bakufu unterstanden. Sie konnten die Gesetze erlassen, die sie anwandten. Sie konnten auch Recht sprechen und waren so allmächtig. Unter den Kommissaren gab es durchaus solche, die vom Volk als gerecht und weise akzeptiert wurden, wie z. B. der Stadtkommissar Ōoka Tadasuke (1677–1751). Die Kommissare wurden bei ihrer Arbeit unterstützt von 25 sog. yoriki (与力 yoriki), denen 100 dōshin (同心 dōshin) unterstanden, und weiterem Personal, "Zubringer", Spitzel (tesaki, meakashi, okappi). Für die Ordnung im Alltag sorgten „Stadtälteste“ (町年寄 machi-doshiyori), die von Stadt-"Oberbürgern" (町名主 machi-nanushi) unterstützt wurden.
Die beiden Stadtkommissare waren im Monatswechsel (月番 tsukiban) Tag und Nacht im Dienst. Sie kamen aus dem Hatamoto-Stand und wurden mit 3000 koku vergütet. Manche übten diese Funktion bis zum Lebensende aus, manche wurden auch schon nach einem Jahr abgelöst. Nach der Lage ihrer Residenz wurden sie gewöhnlich „Nord-Kommissar“ (北町奉行 kita-machibugyō) und „Süd-Kommissar“ (南町奉行 minami-machibugyō) genannt, sie waren jedoch jeweils für die ganze Stadt zuständig. Ihr Zuständigkeitsbereich, d. h. die Grenze der Stadt (御府内 gofunai), wurde geheim gehalten, damit Straftäter nicht wussten, wann sie in Sicherheit waren. Erst nach 1868 wurden die damaligen Grenzen allgemein bekannt.
Der Ort der Gerichtsverhandlungen wurde o-shirazu (御白洲), genannt, das große Gefängnis (rō-yashiki, auch rōgoku = Gefängnishölle genannt) befand sich im Stadtteil Kodemmachō. Für christlichen Missionare, die nach der Landesabschließung in Japan landeten und versuchten, ihre Tätigkeit fortzusetzen, gab es ein eigenes kleines Gefängnis im Stadtteil Koishikawa. Der Hangweg „Kirishitan-zaka“ erinnert noch heute daran.

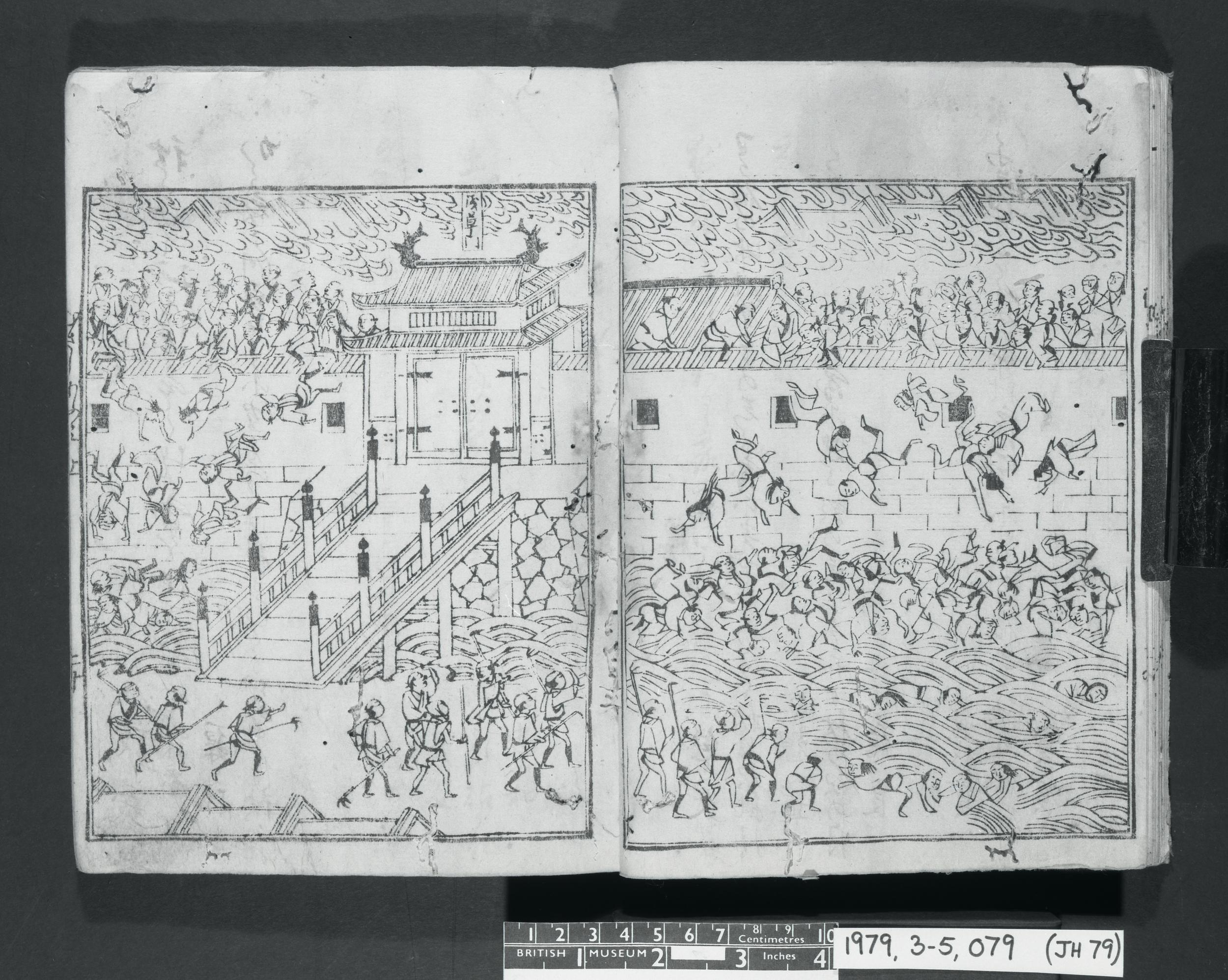
Meireki Brand 1657

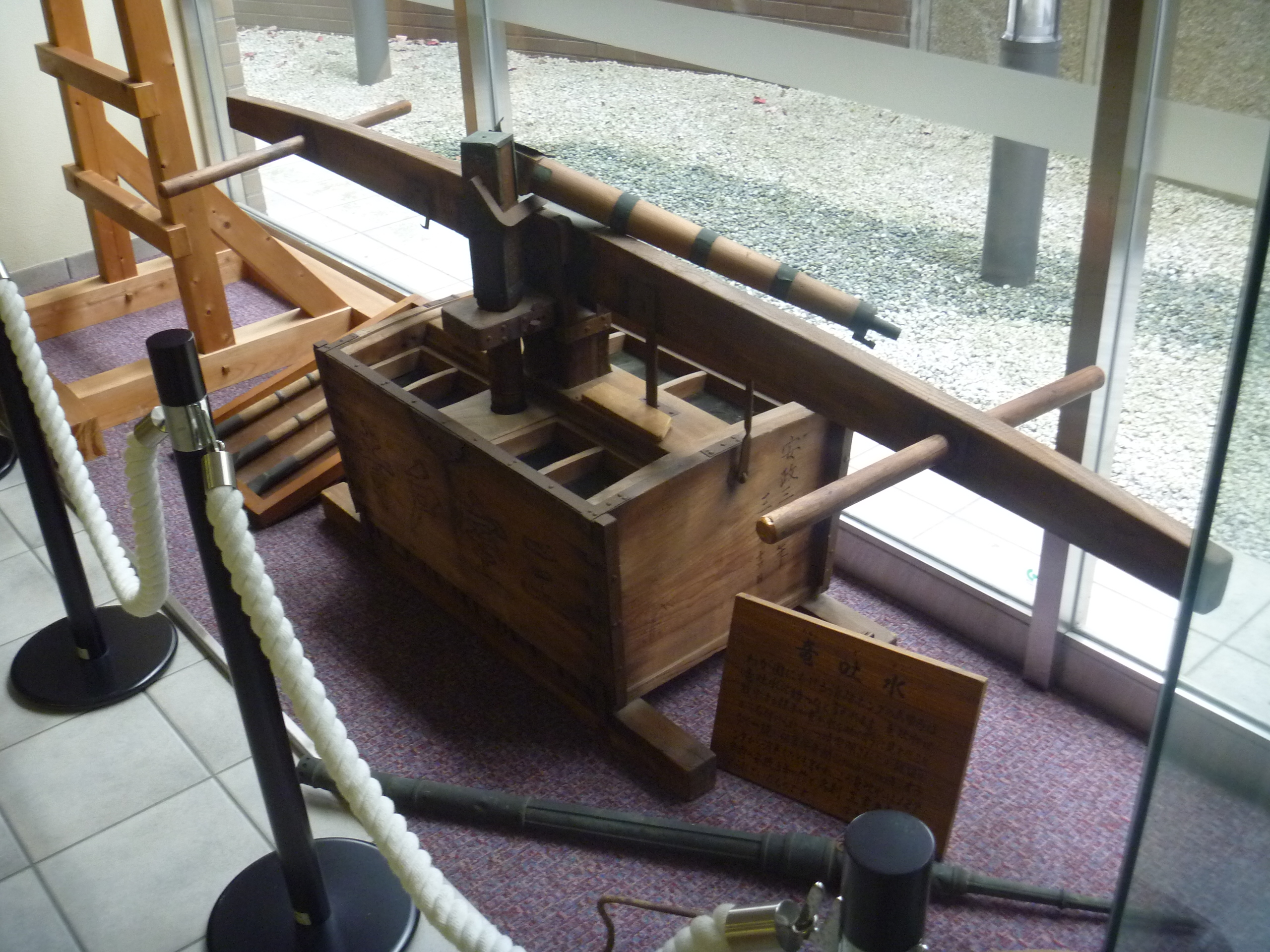
Wasserspritze der Feuerwehr

### Die großen Brände
Edo wurde wiederholt von Bränden heimgesucht, wobei der Meireki-Großbrand 1657, bei dem geschätzte 100.000 Menschen starben, der verheerendste war. Der Brand führte u. a. zu folgenden Maßnahmen:
- Die Residenzen der Gosanke erhielten Gelände außerhalb des "Äußeren Grabens".
- Alle Daimyō legten Nebenresidenzen an.
- Das Shogunat stellte eine Berufsfeuerwehr mit Feuerwehrleuten (jōbikeshi) auf.

Vermeiden ließen sich die Brände nicht: Vor allem im Januar herrschte wetterbedingt eine große Trockenheit, da löste schon eine kleine Unachtsamkeit einen Brand aus. Neben unzähligen kleinen Bränden gab es zwischen 1600 und 1900 zehn Großbrände. Sie werden nach der gerade gültigen Jahresdevise (Nengō), z. B. Meireki, benannt, sind aber oft unter einem besonderen Namen bekannt. 1718 organisierte der Stadtkommissar Ōoka auf Weisung des Shoguns Yoshimune eine städtische Feuerwehr mit nebenamtlichen Kräften, die in 64 Brigaden unterschiedlicher Größe (50–500) gegliedert war.
Bis es Wasserspritzen gab, beschränkte sich die Tätigkeit der Feuerbrigaden auf das Einreißen von Häusern, um die Ausbreitung des Feuers zu begrenzen. Gelegentlich wurde zu viel abgerissen, was zu der Redewendung führte: „Brand und Streit sind die Blumen von Edo“ (火事と喧嘩は江戸の花, Kaji to kenka wa Edo no hana).
Um die Brände früh zu entdecken, wurden in der ganzen Stadt Wachtürme bzw. Ausgucke errichtet, so wie auf dem Hiroshige-Druck "Nihonbashi" zu sehen ist. Da die japanischen Holzhäuser in einem, durch die Tatami bedingten, Einheitsmaß gebaut waren und Baumaterial in großen Mengen auf Vorrat gehalten wurde, konnte man die Häuser schnell wieder herrichten.

### Wasserversorgung
Da Brunnen schon bald nicht mehr reichten, wurde in der Keichō-Zeit vom landeinwärts gelegenen Inokashira-See Wasser über einen 20 km langen Kanal nach Edo geführt, das im Stadtteil Koishikawa erreicht wurde. Von dort wurde es mit Hilfe einer Brücke über den Sotobori geführt und erreichte Kanda, von dem es seinen Namen, „Kanda jōsui“ (神田上水) erhielt. Diese Wasserversorgung war bis 1903 in Betrieb, bis heute erinnert die Straßenbrücke Suidōbashi, neben der nun verschwundenen Wasserleitungsbrücke, an das System.
Schon bald reichte auch Kanda jōsui nicht mehr. In einer Privatinitiative vermaßen zwei Brüder in mühevoller Arbeit eine Kanalroute, die es ermöglichte, aus 50 km Entfernung bei wenig Gefälle Wasser aus dem Tamafluss bis nach Edo zu bringen, das in Shinjuku erreicht wurde. Von Yotsuya aus wurde das Wasser unterirdisch weiter geführt. Stillgelegt wurde dieses Tamagawa Aquädukt (玉川上水, Tamagawa Jōsui) erst 1965. Das Wasserversorgungssystem wurde weiter ergänzt durch „Kameari jōsui“ (亀有上水), „Aoyama jōsui“ (青山上水), „Mita jōsui“ (三田上水) und „Sengawa jōsui“ (千川上水).

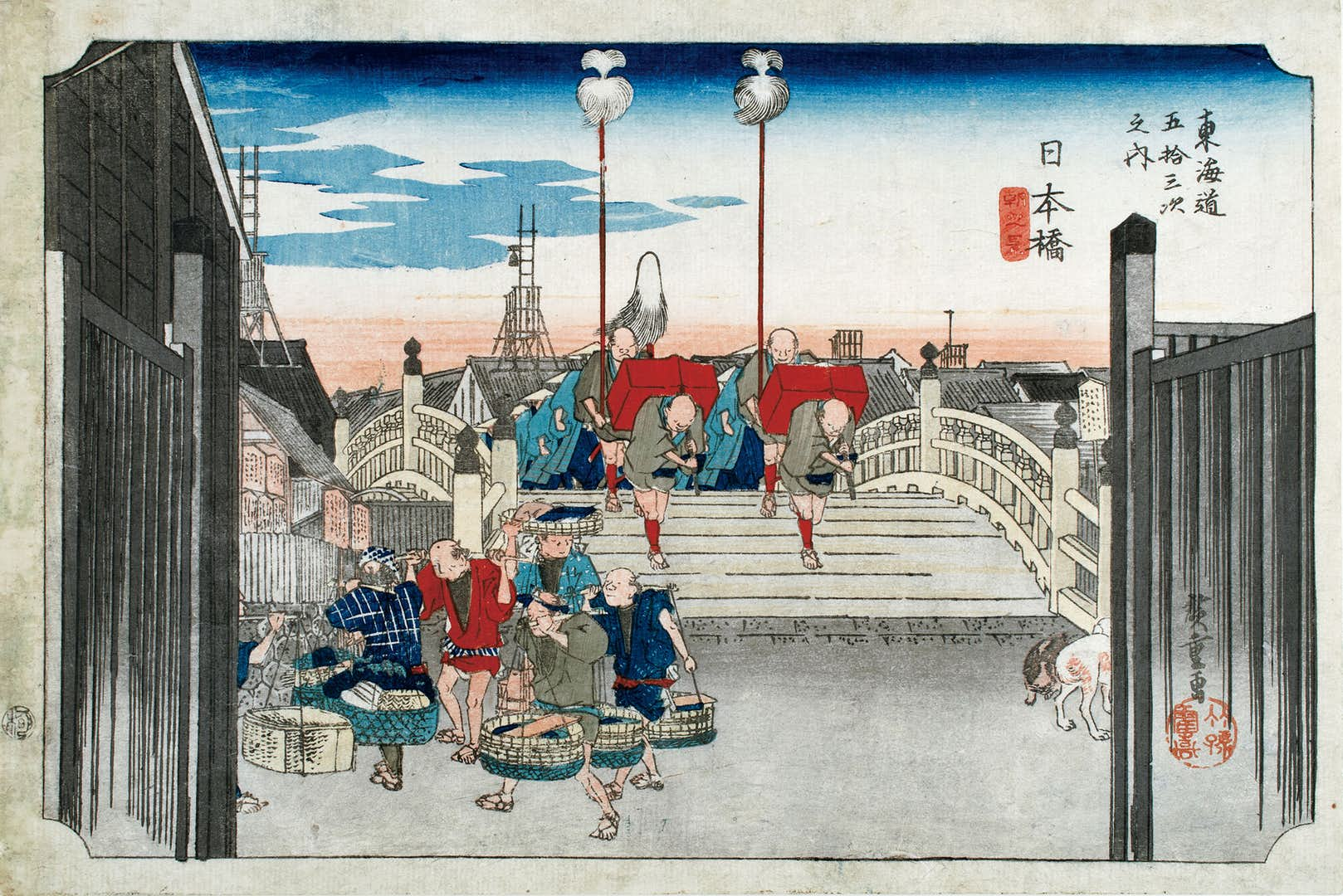
Nihonbashi in Edo, Ukiyo-e von Hiroshige

### Wirtschaft und Verkehr
Die Versorgung der Großstadt Edo übernahm ein hochentwickeltes System der Küstenschifffahrt, die über verschiedene Bootstypen, Tarubune, Bezaisen oder Sengokusen, verfügte. Die Waren wurden in der Edo-Bucht auf Kähne umgeladen und zu den großen Geschäften transportiert, die über Warenlager, oft als feuerfester Speicher ausgeführt, verfügten. Sehr erfolgreich war die Familie Mitsui, die ihr großes Kleidergeschäft "Echigo-ya" (越後屋) nannte. Ein wichtiges Handelszentrum der Stadt lag an der Nihon-Brücke (日本橋, Nihon-bashi), der wichtigen Brücke über den Kanal, der von der Burg zum Meer führte. Der Kanal war dort auf beiden Seiten mit Lagerhäusern gesäumt.
Am Sumida, damals einfach Großer Fluss (大川, Ōkawa) befanden sich die staatlichen Lagerhäuser mit den Reisvorräten (siehe Koku) des Shōgunats. Diese Gegend beiderseits des Flusses wurde Kuramae (蔵前, dt. vor den Lagerhäusern) genannt. Auf der östlichen Seite befanden sich auch die großen Lager von Bauholz.
Ware kam auch auf dem Landweg nach Edo, wobei die "Fünf Straßen" (Gokaidō) genutzt werden konnten. Allerdings gab es dabei Beschränkungen: als Vorsichtsmaßnahme gegen Aufstände benötigten Transporte mit Ochsenkarren eine besondere Erlaubnis, über die Flüsse gab es aus demselben Grund meist keine Brücken.

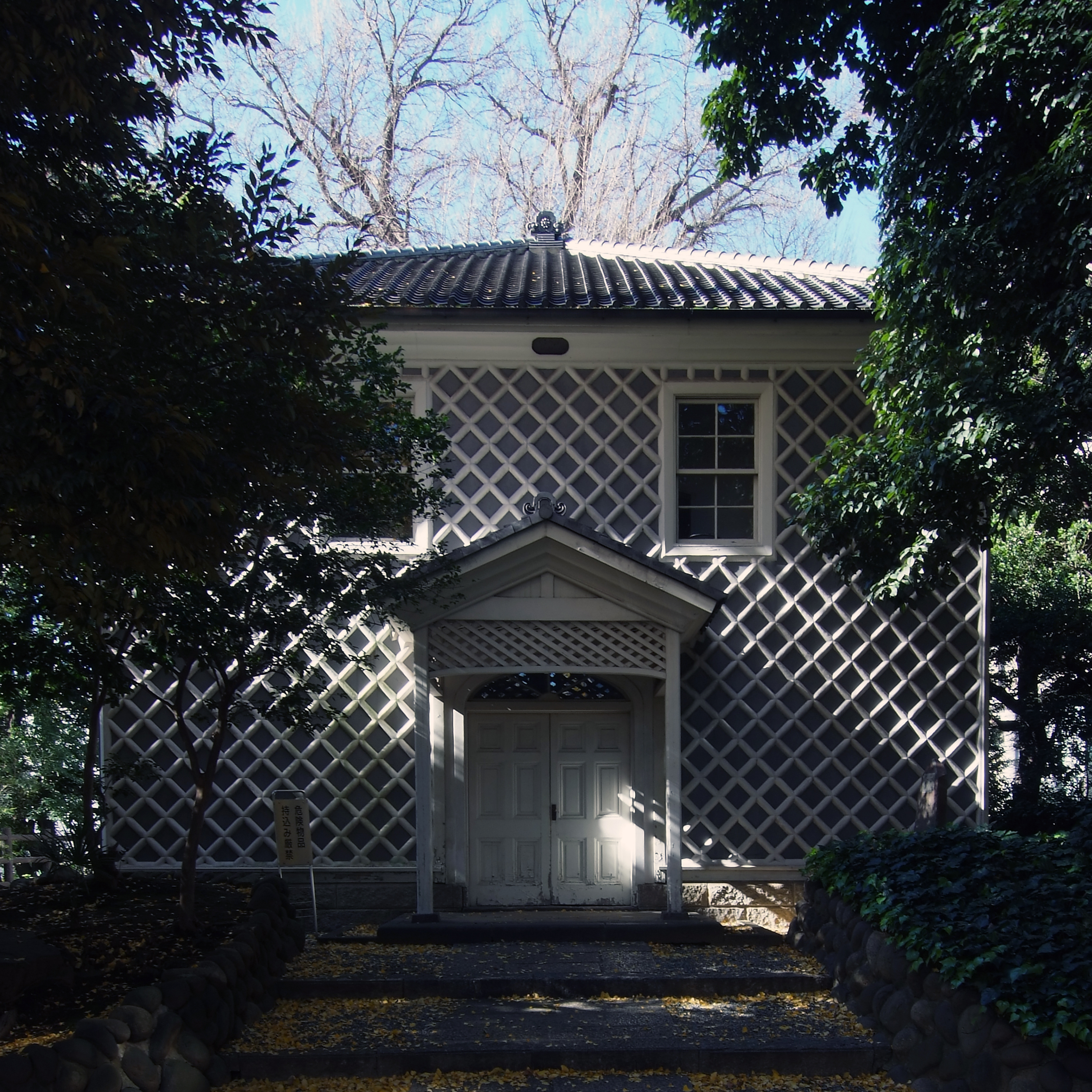
Vorlesungshalle, Mita
Keiō gijuku

### Edo als Bildungsstätte
An erster Stelle ist die Lehranstalt des Bakufu zu nennen:
- Shōheizaka gakumonjo war aus der Schule des Hayashi Razan hervorgegangen. Die Schule nutzte Gebäude in der Konfuzius gewidmete Tempelanlage Yushima Seidō am Hangweg "Shōheizaka".

Daneben gab es eine Reihe privater Schulen (juku) u. a.:
- Kenenjuku, um 1709 von Ogyū Sorai (1666–1728) gegründet. An dieser Schule wurde Konfuzianismus und das Studium alter Schriften gelehrt.
- Tenshinrō, um 1769 von Sugita Genpaku (1733–1817) gegründet. Sugita lehrte westliche Medizin und ganz allgemein Rangaku.
- Otowajuku, von Honda Toshiaki (1744–1821) gegründet. Honda lehrte Rechnen (wasan) und Wirtschaftslehre.
- Shirandō, 1786 von Ōtsuki Gentaku (1757–1827) gegründet. Ōtsuki, Schüler von Sugita, lehrte westliche Medizin und ganz allgemein Rangaku.
- Keiō gijuku, 1858 von Fukuzawa Yukichi im Ortsteil Teppōzu gegründet, erhielt die Schule nach Umzug nach Mita im Jahre Keiō 4 diesen Namen. Seit 1920 Universität.

### In Edo geborene Gelehrte und Künstler (Auswahl)
Bemerkenswert ist, dass sämtliche Gräber (fast alle im heutigen Tokio) erhalten sind. Einige sind als „Geschichtliche Spuren“ (史跡, shiato) auf nationaler Ebene, weitere auf städtischer Ebene ausgezeichnet. (Reihenfolge der Personen nach Geburtsdatum.)
- Konfuzianisten: Hayashi Hōkō (1644), Arai Hakuseki (1657), Muro Kyūsō (1658), Ogyū Sorai (1660), Kameda Hōsai (1752), Satō Issai (1772), Terakado Seiken (1796), Shionoya Tōin (1809)
- Nationallehre: Katō Chikage (1735), Murata Harumi (1746), Shimizu Hamaomi (1776)
- Westliche Wissenschaft, Medizin: Aoki Konyō (1698), Sugita Gempaku (1733), Katsuragawa Hoschū/Shinra Bonshō (1751), Udagawa Gensui (1755), Ōtsuki Bankei (1808)
- Haiku, Senryū: Sugiyama Sambū (1647), Takarai Kikaku/Enomoto Kikaku (1661), Karai Senryū (1718), Kaya Shirao (1738)
- Scherzgedichte: Akera Kankō (1738), Karagoromo Kisshū (1743), Ōta Namba (1749), Ishikawa Masamochi (1753)
- Humoristische Erzählungen: Utei Emba (1743), Koikawa Harumachi (1744), Santō Kyōden (1761), Takizawa Bakin/Kyokutei Bakin (1767), Shikitei Samba (1776), Ryūtei Tamehiko (1783), Tamenaga Shunsui (1790), Kanagaki Robun (1829)
- Ukiyoe: Katsukawa Shunshō (1726), Katsushika Hokusai (1760), Utagawa Toyokuni (1771), Keisai Eisen (1790), Utagawa Hiroshige (1797)
- Maler:Shiba Kōkan (1747), Sakai Hōitsu (1761), Tani Bunchō (1763), Watanabe Kazan (1793)
- Sonstige: Aufklärer Hayashi Shihei (1738), Kanzler Matsudaira Sadanobu (1760), Entdecker Kondō Jūzō (1771), Herausgeber Kariya Ekisai (1775), Kalligraph Ichikawa Beian (1779), Kabuki-Autor Kawatake Mokuami (1816), Rakugoka Sanyūtei Enchō (1839)

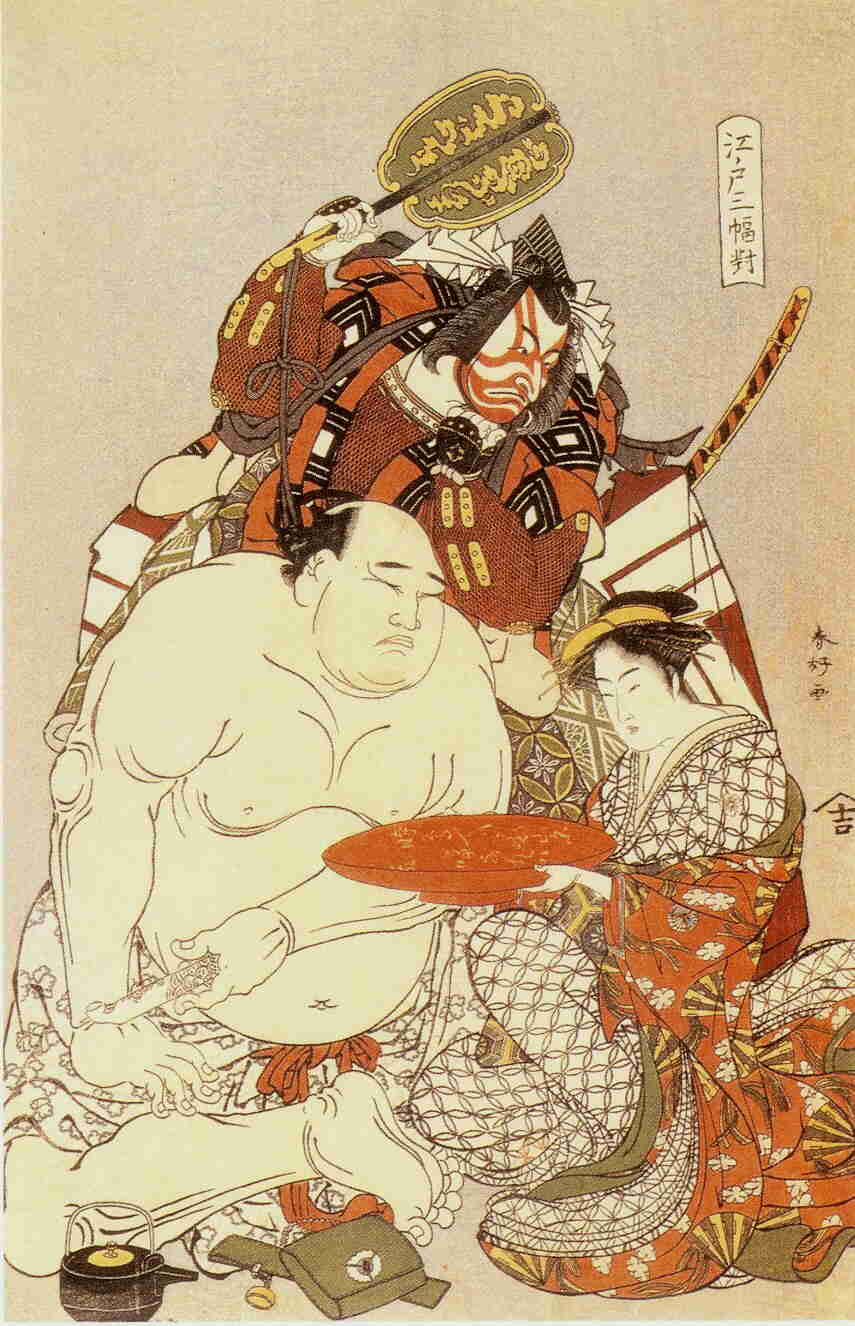
Die drei Großen des Kabuki, Sumo, Yoshiwara.

### Populäre Stadtkultur
Die "Drei Vergnügen" Edos, beispielhaft dargestellt durch prominente Vertreter auf dem nebenstehenden Holzschnitt, waren Kabuki, Sumō und Yoshiwara. Alle drei Vergnügungen standen unter Aufsicht der Stadt:
- Die Kabuki-Theater wurden gegen Ende der Edo-Zeit im Nordosten der Stadt im Stadtteil Saruwaka-chō zusammengefasst.
- Sumō wurden in Schreinen abgehalten, die ja – wie die Tempel – unter Aufsicht eines Kommissars des Bakufu standen.
- Das Yoshiwara-Viertel, ursprünglich an der Nihonbashi gelegen, wurde wie Kabuki an den Rand der Stadt nördlich des Sensō-ji vor den Deich "Nihon Zutsumi" verlegt. Das war bereits vor dem Meireki-Brand geplant und konnte dann bereits 1658 das "Neue Yoshiwara-Viertel" eröffnet werden.[Anm 8]

Ein Vergnügen von alters her war das Hanami Ende April. Berühmt für ihre Kirschblüte war im Norden der Asuakayama in Ōji und im Süden vor Shinagawa der Gotemba. Weiter draußen im Westen war das Gebiet von Koganei am Tamagawa bekannt. Nicht nur das Volk, auch der Adel unternahm, versehen mit Picknick-Koffern, Ausflüge zum Hanami.

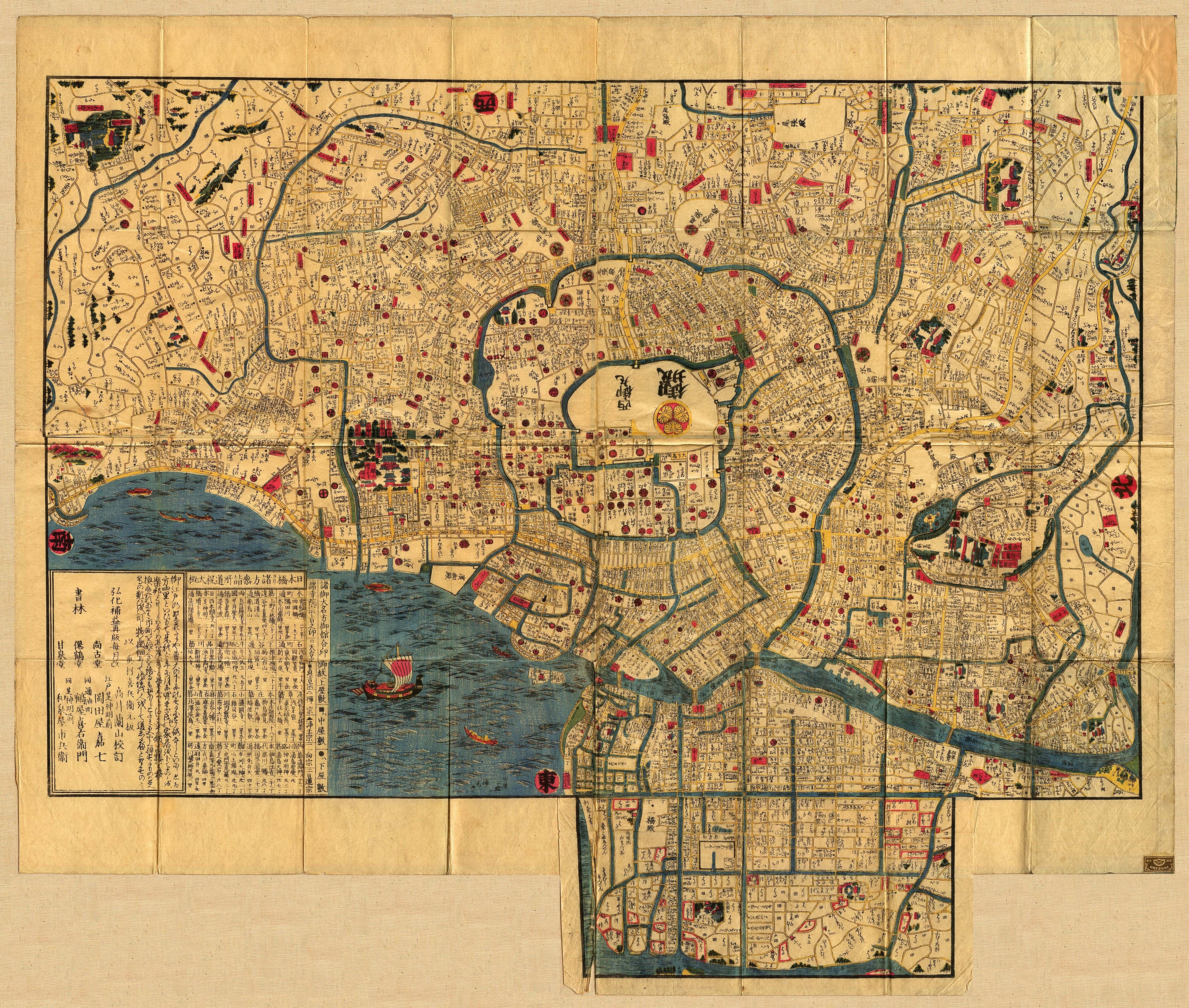
Alter Stadtplan von Edo, mit den verschiedenen Flüssen, Kanälen und Gräben in Blau (1844/47)

### Edo und seine Stadtpläne
Die Stadtentwicklung Edos ist gut dokumentiert, da unablässig Stadtpläne produziert wurden, und zwar als Gesamtpläne oder als Stadtteilkarten (Kiri-ezu). Das Standardwerk weist mit allen Kartentypen und allen Auflagen mehr als 700 Karten nach. Inhaltlich sind sie pragmatisch der Rechteckform angepasst und dadurch mehr oder weniger verzerrt, sind aber topologisch in Ordnung.
Die Gesamtpläne zeigen die Hauptstraßen, Brücken, die Residenzen der Tokugawa und der Daimyō mit den jeweiligen Wappen und Namen; sie zeigen auch die Tempel mit ihrer Glaubensrichtung und waren so für eine erste Orientierung durchaus geeignet. Um 1800 kamen dann Stadtteilkarten Kiri-ezu im Sechsfarbendruck auf, die mit ihrem Maßstab besser geeignet waren, sich zurechtzufinden. Die Ausschnitte waren pragmatisch gewählt und dann verzerrend auf Rechteckformat gebracht. Auf diesen Stadtteilkarten sind neben den Hauptresidenzen der Daimyō auch die Nebenresidenzen sowie die Wohnsitze der Hatamoto eingetragen. Die chōnin, auch die reichsten, blieben namenlos in den grau-unterlegten Stadtbereichen. Ein Blick auf diese bunten Karten zeigt, wie durchmischt in Edo Adel, Priester, Bürger nebeneinander lebten.

## Von Edo zu Tokio
Nachdem das Shōgunat 1868 aufgelöst worden war, benannte die neue Regierung die Stadt in Tokio („östliche Hauptstadt“) um und verlegte den Sitz des Tennō 1869 (er war zu der Zeit 16 Jahre alt) dahin. Diese Verlegung ist weder durch ein Gesetz noch durch eine kaiserliche Verordnung formell besiegelt. Die Stadt wurde durch das Kantō-Erdbeben (1923) schwer beschädigt und im Zweiten Weltkrieg nahezu völlig zerstört (→Luftangriffe auf Tokio). Beim zweimaligen Wiederaufbau wurde die Stadtstruktur durch neue Straßen verändert, aber bei aufmerksamer Beobachtung erkennt man dennoch das alte Edo unter dem heutigen Tokio.

## Panorama
Blick vom Atago-Hügel nach Osten. In der Mitte des Panoramas sieht man im Vordergrund die Nebenresidenz des Makino-Han (Echigo).